# Château Mondron
Le château Mondron est une ancienne demeure patronale industrielle située à Jumet (Charleroi), dans le quartier des Hamendes. Il est en partie transformé en église en 1930. Après avoir résisté aux événements sanglants de 1886 et traversé deux guerres, le château échappe aux promoteurs immobiliers. 

## Histoire

### Le château et son parc
Valentin Lambert, veuf depuis 1860 d'Aline Lalieux, industriel très fortuné et auréolé de la considération due à la réussite, se fait construire en 1881 une grande demeure sur le site de l’ancienne verrerie de la famille de Colnet, fondée durant la seconde moitié du XVIIe siècle et reconnue comme la première verrerie carolorégienne de type "industriel". C'est l’architecte Élie Piérard qui établit les plans du "Château de Hamendes". La bâtisse comporte une chapelle consacrée et 47 pièces sur cinq niveaux dans un parc de 4 hectares.  
À la mort de Valentin Lambert en 1886, sa fille Valentine mariée à Léon Mondron, s’installe dans la demeure. 
La famille Mondron, originaire des environs de Nivelles, s’est orientée vers le travail du verre dans la région de Charleroi. Descendant d’une famille de verriers au savoir-faire reconnu, Léon Mondron (1838-1912) a été à deux reprises président de l'Association des maîtres de verrerie. Après son décès, madame Mondron vit seule dans la propriété familiale jusqu’à sa mort en 1929.
Dans ses dernières volontés, elle exprime le désir d’être enterrée aux Hamendes. Elle souhaite d’autre part que l’on continue à célébrer la messe dans la chapelle du château comme c’était la tradition de son vivant. Mais pour amplifier et mieux respecter encore le souhait maternel, ses trois enfants, Aline Casimir Lambert, Marie Mondron et Gustave Mondron décident de faire édifier une église au centre du château tout en conservant l’architecture extérieure et le cadre de verdure, mais en réaménageant quasi totalement l’intérieur de la demeure .

### La nouvelle église

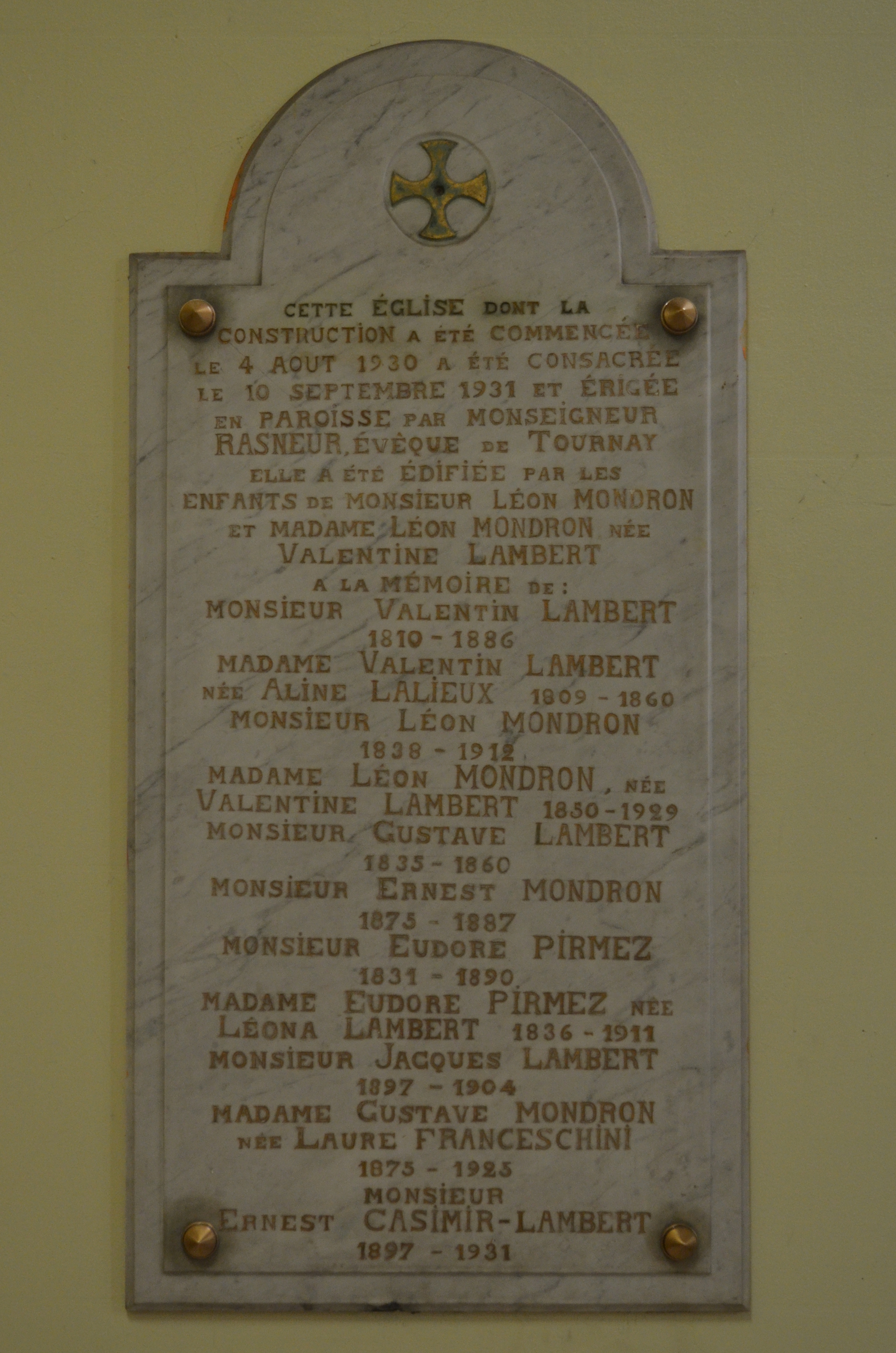
Plaque commémorative apposée dans l'église.

Les matériaux de construction sont : 
- le béton armé abondant, matériau rarement utilisé à cette époque ;
- des centaines de briques qui, comme lors de la construction du château, sont produites par la briqueterie des Hamendes voisine.

Une crypte abritant les défunts de la famille Lambert-Mondron est construite en 1932 derrière l'église pour respecter l'interdiction d'inhumer les morts sous le chœur, endroit initialement prévu.
Les auteurs du projet ont remarquablement œuvré en conservant les boiseries intérieures et en intégrant dans le chœur, des vitraux profanes à décor floral provenant de l’ancien hall d’entrée du château. Dépourvue de colonnes, l’église est particulièrement lumineuse et la visibilité de son autel est remarquable. 
La construction commence le 4 août 1930, le 10 septembre 1931 l'évêque de Tournai, Gaston-Antoine Rasneur, consacre le nouvel édifice :
- un bail emphytéotique est conclu en 1935 entre l’évêché de Tournai et la famille Mondron concernant l’utilisation de l’église Saint-Lambert
- l'édifice religieux est loué à la fabrique d’église jusqu’en 2034 au loyer annuel de un franc belge par an[3],[4].

### Valeur patrimoniale
Au point de vue architectural, la façade du château des Hamendes - comme on l’a surnommé - n’a pas vraiment changé depuis 1881. L’intérieur de l’imposante demeure bourgeoise a subi de profondes transformations, certaines parties anciennes ont cependant été conservées. 
Certaines salles conservent un beau décor typique de la fin du XIXe siècle, des paysages peints sur toile, des cheminées monumentales en marbre, des fenêtres imposantes, des boiseries sculptées.  
Les vitraux ornés de divers motifs floraux qui ornent le chœur de l’église, proviennent de l’ancien hall d’entrée du château et marquent un contraste avec les autres vitraux de l’édifice.

### La nouvelle paroisse
Ainsi vient de naître la paroisse Saint-Lambert créée au sein du château et qui dépend du doyenné de Gilly.
C’est l’abbé Duray qui en est le premier curé pendant vingt ans et qui la développe rapidement en y créant des œuvres éducatives et caritatives comme des sections de Patro, une cellule de la Jeunesse ouvrière chrétienne, une chorale. Un peu plus tard, en 1935 semble-t-il, un culte particulier à Sainte Rita est initié dans l’église.

### Première affectation du château
Après la Seconde Guerre mondiale, Charles-Maris Himmer, évêque de Tournai, est confronté à un problème : les Pères Assomptionnistes, obligés de quitter le prieuré de Sart-les-Moines à Roux à cause des travaux d’élargissement du canal Bruxelles-Charleroi, cherchent un nouvel hébergement. La famille Mondron accepte que le château devienne le siège de cette congrégation, qui occupe le bâtiment en séparant la cure de la communauté. Le Père Scoyer en fait partie et c’est lui qui devient pour vingt ans le deuxième curé de la paroisse de Jumet-Hamendes.

### Évolution du site
En 1946, le « parc entouré de murs » est vendu par la famille Lambert-Mondron à un particulier, mais l’acte notarié est frappé de nombreuses clauses restrictives, particulièrement l'interdiction de bâtir sur les terrains avoisinant le château. L'Administration communale de Jumet approuve.  
En 1956, l’ASBL « Œuvres Paroissiales de Jumet (Saint Lambert) » devient propriétaire du château, de l’église ainsi que d’un terrain. Mais la famille Lambert-Mondron y met une condition : ne pas y construire d’immeubles ou de bâtiments à destination commerciale ou industrielle. L’ASBL reprend par la même occasion les obligations et droits émanant du bail emphytéotique conclu en 1935 entre l’évêché de Tournai et la famille, représentée alors par la « Société des Hamendes ».
La levée en 1960 de l'interdiction de bâtir met gravement en danger la survie du prestigieux édifice. Elle est, en effet, assortie d’un projet de rénovation du quartier. Après le décès de l'acquéreur du parc, son petit-fils négocie la vente des terrains avec l’immobilière "Les trois Provinces" et approuve l’autorisation d’y construire cinq buildings de six étages au milieu du parc. 
Le père Scoyer, quant à lui, avait soutenu un plan de rénovation du château et de la cure par la société immobilière. Il avait, à cet effet, sollicité de la famille Lambert-Mondron, de pouvoir faire l’acquisition du terrain jouxtant l’église. Le 26 mars 1956, la « Société des Hamendes » vend à l’ASBL « Œuvres Paroissiales de Jumet (Saint Lambert) »  le dernier terrain d’une superficie de 48 ares74 centiares moyennant respect de la clause de non ædificandi. C’est pour ce terrain que la société immobilière « Les trois Provinces » offre la somme dérisoire de 2 000 000 francs belges contre la renonciation à la clause susdite, ce qui eût permis de mettre en chantier la construction d’un immeuble de onze étages, d’une cafétéria, d’une station d’essence, d’un supermarché et de boutiques. La famille Lambert-Mondron tient bon et refuse les propositions du promoteur immobilier, privilégiant le maintien du cadre de verdure autour du château. Peu après, la société immobilière tombe en faillite .
En 1965, une école maternelle et primaire est créée dans les anciennes écuries.
En 1971, l’abbé Henri Remy devient le troisième curé de la paroisse des Hamendes. Pendant plus de quarante ans, cet infatigable bâtisseur va permettre au Château Mondron de continuer à vivre. 
Le 23 janvier 2003, l’assemblée générale de l’ASBL propriétaire change de nom pour devenir « ASBL Saint Lambert-Château Mondron », son objet est quelque peu modifié pour évoluer et s’ouvrir davantage.

### Perspectives d’avenir
.....dans l'esprit de l’accueil aux personnes, en continuant l’œuvre et les volontés de la famille Lambert-Mondron, en profitant des améliorations et réalisations de l’abbé Remy, en ne négligeant pas enfin l'ambiance spirituelle du lieu.
Ce site a souffert du déclin économique régional, le Projet "Espace Mondron" mis en place depuis 2006 a pour objet l'organisation et la gestion du site du château Mondron à Jumet, par la création d'un espace socio-écono-culturel, afin de sauver ce patrimoine d'exception, profitant par la même occasion de revaloriser, reconvertir et redynamiser le quartier des Hamendes dans lequel il a été érigé .
Fin décembre 2013, la ville de Charleroi propose de classer partiellement le bâtiment.

## Architecture
Appelé au départ « Château de Hamendes » le site prend le nom de « Château de Mme veuve Mondron » dès 1912. Anne-Catherine Bioul précise dans son livre Vivre aujourd'hui dans un intérieur d'autrefois, à Charleroi « L'aspect du château est plutôt celui d'une demeure de plaisance de style néo-Renaissance mais la présence d'une imposante tour d'angle lui donne une allure fortifiée » 

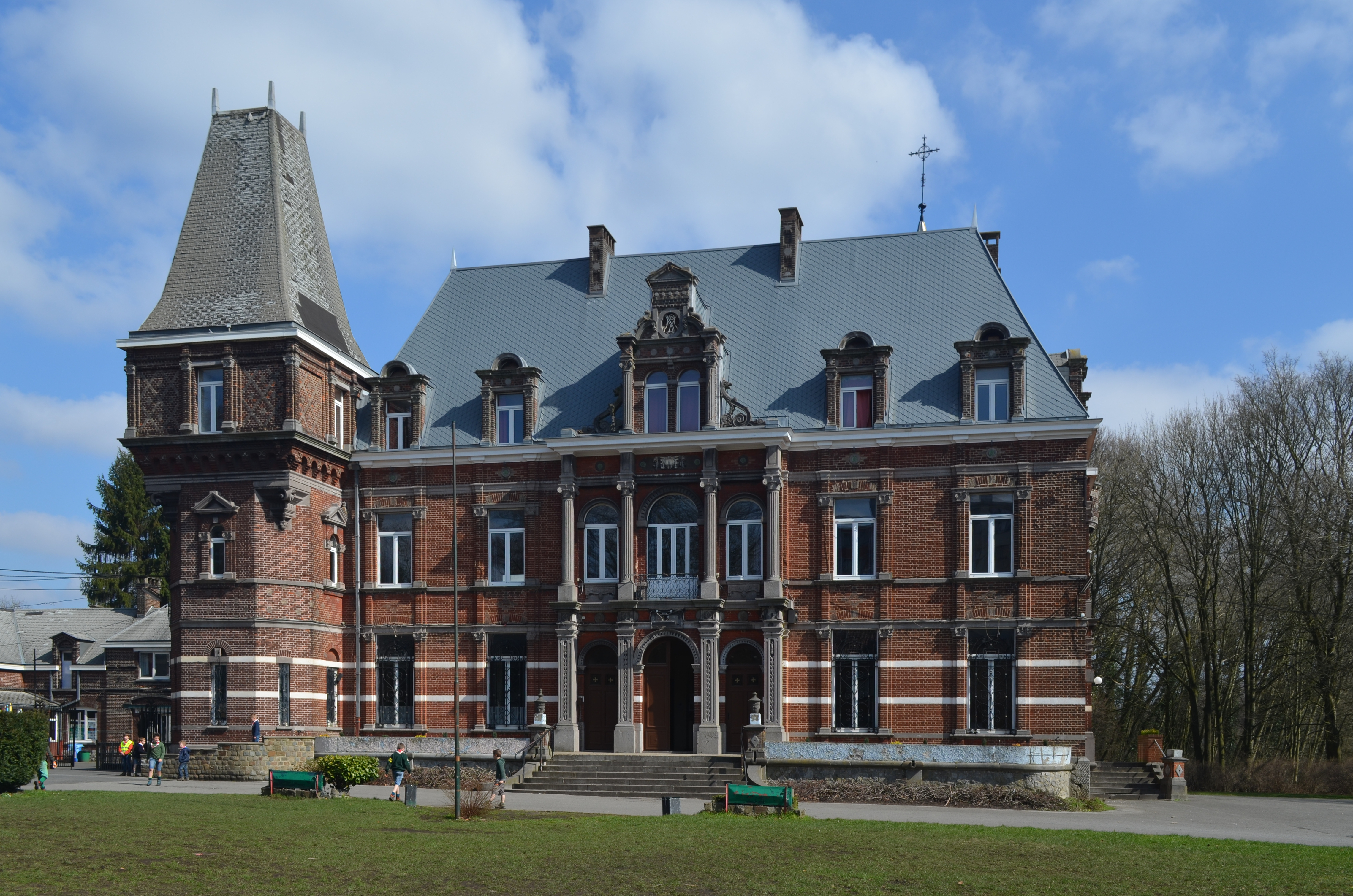
Façade principale du château.
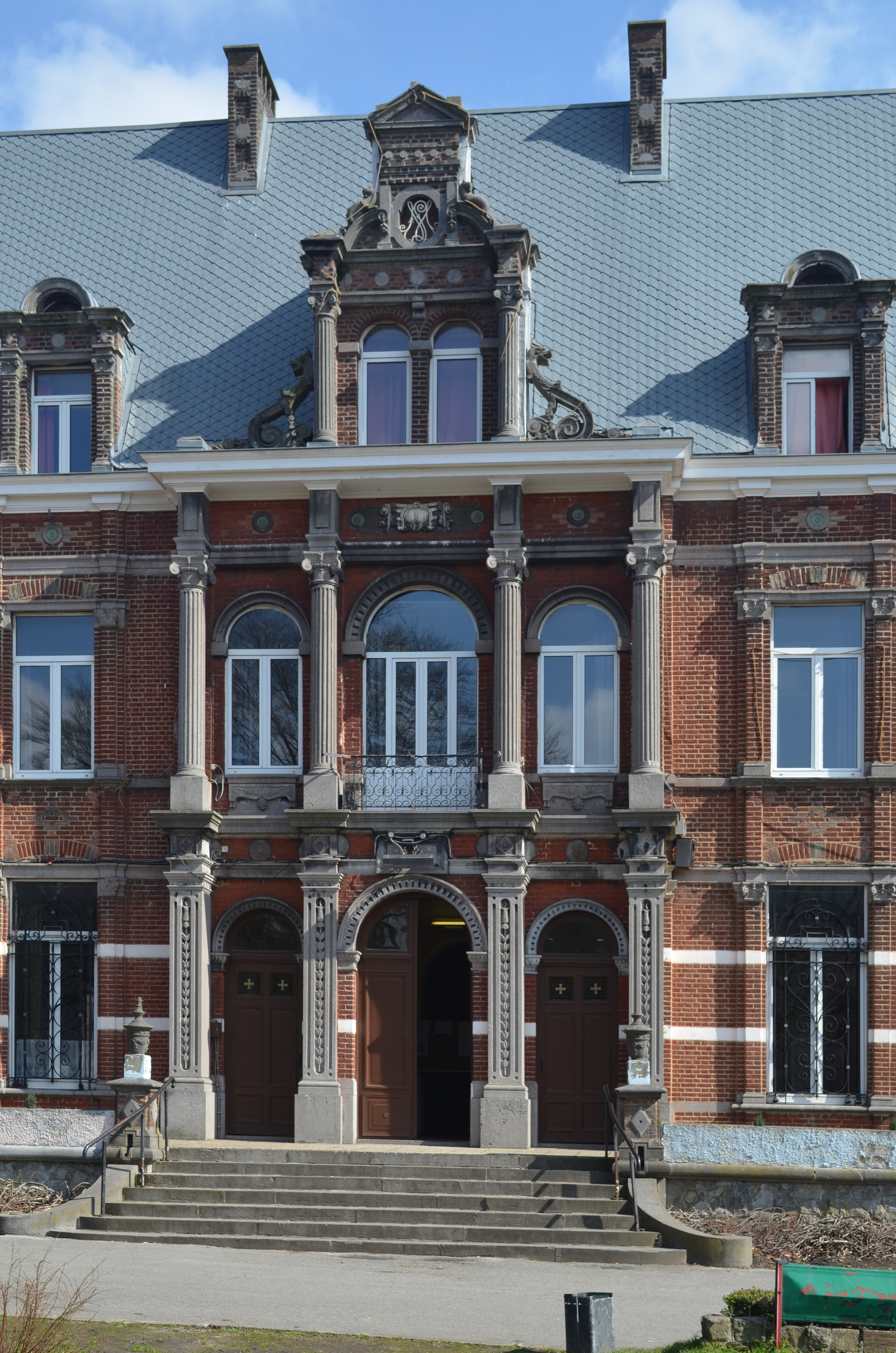
Entrée de l'église Saint-Lambert.
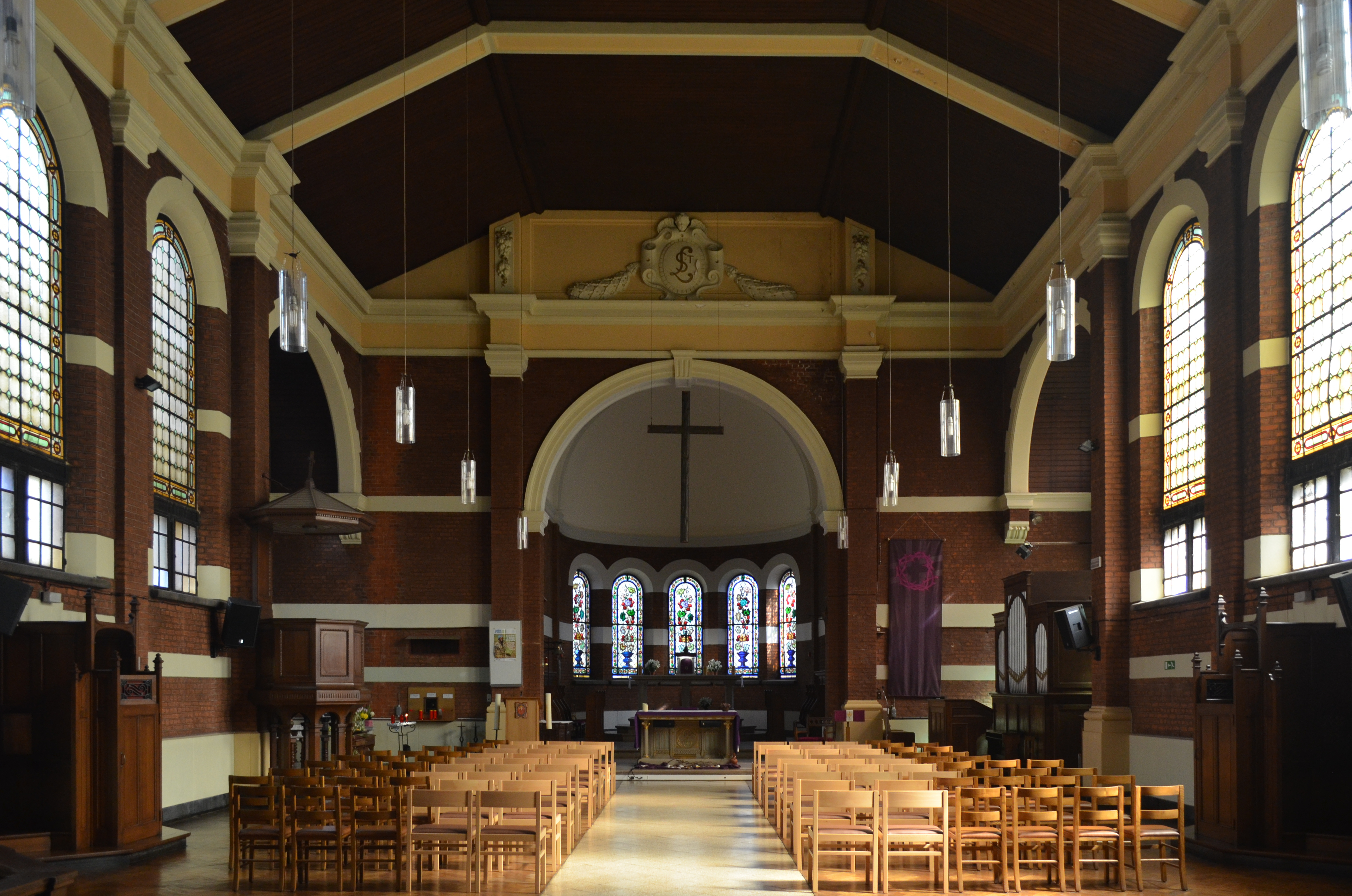
Nef de l'église.
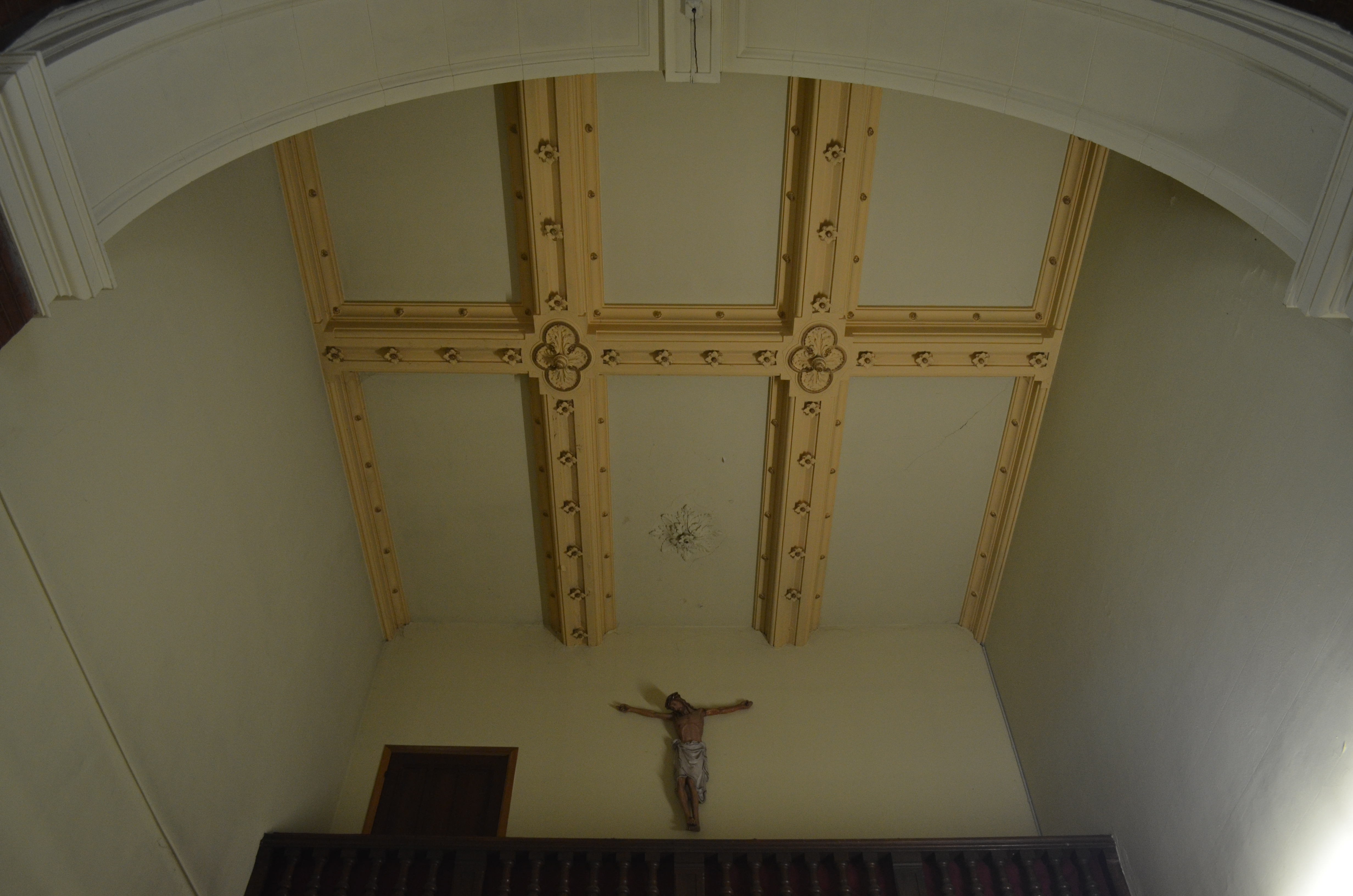
Plafond à caissons du château visible dans l'église.